# Powiśle Dąbrowskie
Powiśle Dąbrowskie – region geograficzno-kulturowy położony w północno-wschodniej części województwa małopolskiego, w obrębie powiatu dąbrowskiego. Obejmuje nadwiślańskie tereny charakteryzujące się równinnym krajobrazem oraz bogatym dziedzictwem kulturowym.

## Granice
Granice Powiśla Dąbrowskiego obejmują obszary wzdłuż Wisły, które leżą na północ od miasta Tarnów. Region ten jest znany z malowniczych wsi oraz unikalnej kultury ludowej, która łączy elementy tradycyjnego folkloru z dziedzictwem przyrodniczym.

## Dziedzictwo kulturowe
Powiśle Dąbrowskie słynie z tradycyjnego malarstwa ludowego, szczególnie w miejscowości Zalipie, gdzie domy, budynki gospodarcze i przedmioty codziennego użytku zdobione są kolorowymi motywami kwiatowymi. Ta forma sztuki stała się jednym z symboli regionu i przyciąga turystów oraz miłośników kultury ludowej. Zbiory przechowywało Muzeum Powiśla Dąbrowskiego w Dąbrowie Tarnowskiej (obecnie przeniesione i włączone w strukturę Ośrodka Spotkania Kultur w Dąbrowie Tarnowskiej).
Z przeszłością Powiśla Dąbrowskiego związane są znane postaci historyczne, ludzie pióra, żołnierze, nauczyciele, chłopi i inni, mieszkali tu np.: Jan Wnęk, Stefania Łącka, Henryk Sucharski, Jakub Bojko, Marian Kukiel, Jerzy Braun czy Maria Kozaczkowa.